# Dicuil
Dicuil (zm. po 825) – mnich iroszkocki, pisarz.
Informacje o życiu Dicuila są niezwykle skąpe, odtwarzane na podstawie autobiograficznych wzmianek w jego dziełach. Pochodził z Irlandii lub południowo-zachodniej Szkocji. Przypuszczalnie przed 776 rokiem został członkiem wspólnoty na Ionie. Przed 810 rokiem przybył nad dwór cesarza Karola Wielkiego, być może jako uciekinier z napadniętej w 805 roku przez Normanów Iony. Zmarł po 825 roku.
W latach 814-816 napisał traktat astronomiczno-komputystyczny Computus, zachowany w dwóch rękopisach, do XIX wieku przypisywany niesłusznie Alkuinowi. Prawdopodobnie w latach 816-818 sporządził poświęcony miarom i wagom traktat Epistula Censuum. Później powstały De prima syllaba i zaginione De quaestionibus decim artis grammatice. W 825 roku ukończył traktat geograficzny De mensura orbis terrae (O rozmiarach Ziemi) w dziewięciu księgach. Pierwsze cztery księgi tegoż dzieła poświęcone są kolejno czterem częściom świata: Europie, Azji, Afryce, Egiptowi z Etiopią, księga V rozmiarom ekumeny, VI rzekom, VII wyspom, VIII Morzu Śródziemnemu, IX górom. Traktat oparty jest w większości na dziełach antycznych i prezentuje starożytny stan wiedzy o świecie, z niewieloma tylko uaktualnieniami. Wśród zamieszczonych przez Dicuila informacji uzupełniających dane wcześniejszych autorów zwraca uwagę informacja o nieznanej skądinąd wyprawie mnicha Fidelisa do Egiptu oraz poświadczenie obecności mnichów iroszkockich na Wyspach Owczych i Islandii.